# Иберийская колея
Иберийский калибр (исп. ancho ibérico, trocha ibérica, порт. bitola ibérica) — колея шириной 1668 мм, наиболее широко используется железными дорогами Испании и Португалии.
Была окончательно принята как стандарт в 1955 году, представляет собой компромисс между аналогичными, но немного отличающимися колеями, принятыми в качестве соответствующих национальных стандартов в Испании и Португалии в середине 19 века. Основные железнодорожные сети Испании изначально были создавались с шириной колеи 1672 мм что соответствует шести кастильским футам. Португальские железные дороги сначала строились с шириной колеи 1435 мм, а позже — с шириной колеи 1664 мм в пять португальских футов — достаточно близкой, чтобы обеспечить взаимодействие с испанскими железными дорогами.
С начала 1990-х годов в Испании были построены новые высокоскоростные пассажирские линии с шириной колеи 1435 мм (европейская колея), что позволило этим линиям соединиться с европейской высокоскоростной сетью. Хотя 22 км от Тардиенты до Уэски (часть ответвления высокоскоростной линии от Мадрида до Барселоны) были реконструированы как смешанные с обоими типами колеи — иберийской и европейской, в целом интерфейс между двумя колеями в Испании решается с помощью приспособлений для изменения ширины колесной пары вагонов, которые могут регулировать ширину соответствующей конструкции колесных пар на ходу.
Существуют планы по переводу большей части сети иберийской колеи в Испании и Португалии на стандартную колею, признаком чего является использование на нескольких участках недавно перестроенной широкой колеи бетонных шпал с предварительно просверленными отверстиями для болтов, позволяющими изменять положение одного рельса для настройки пути на стандартную (или двойную) колею, или сужать колею путём перемещения обоих рельсов ближе друг к другу.